# Chengiopanax sciadophylloides

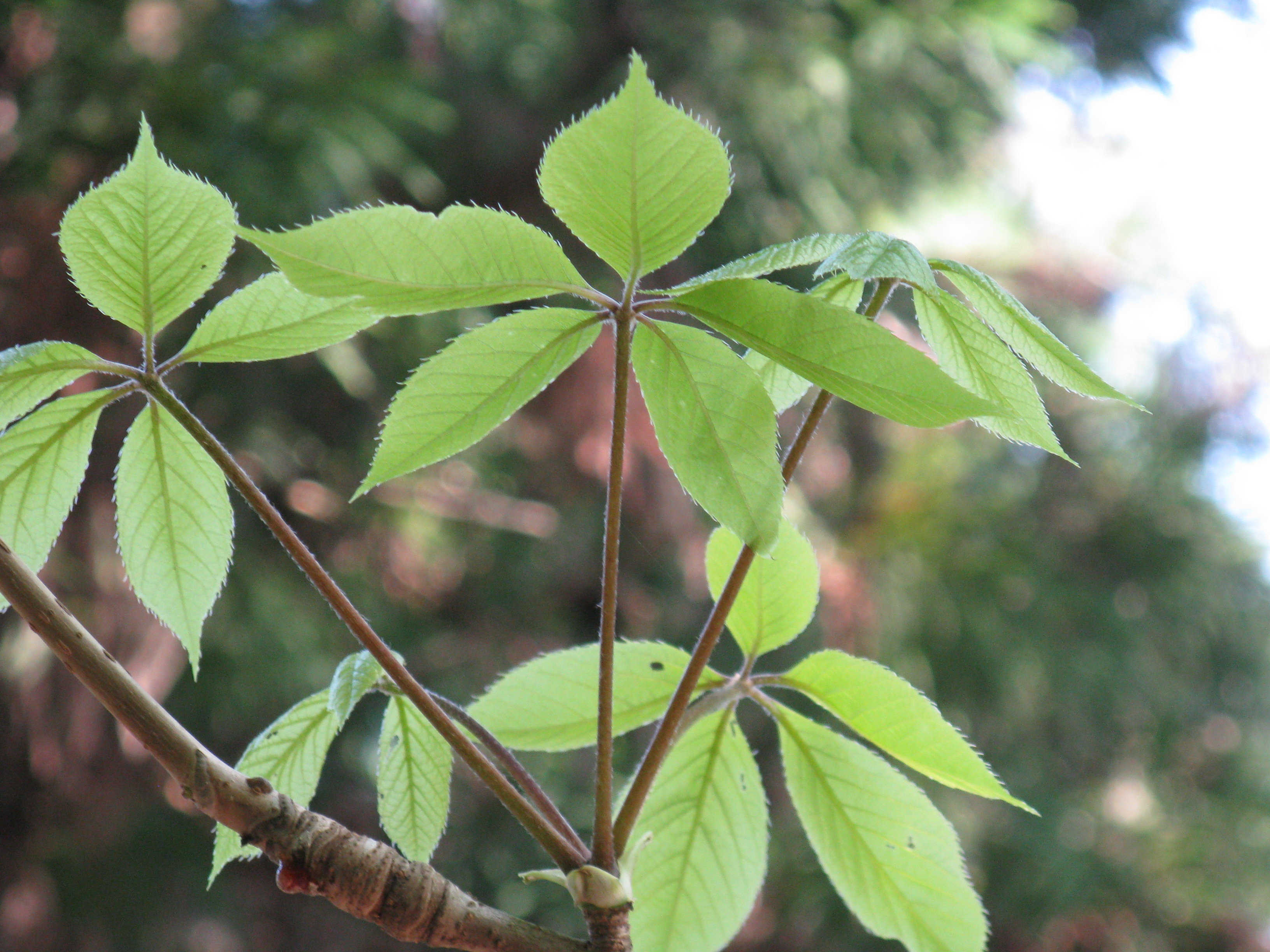
Junge Blätter

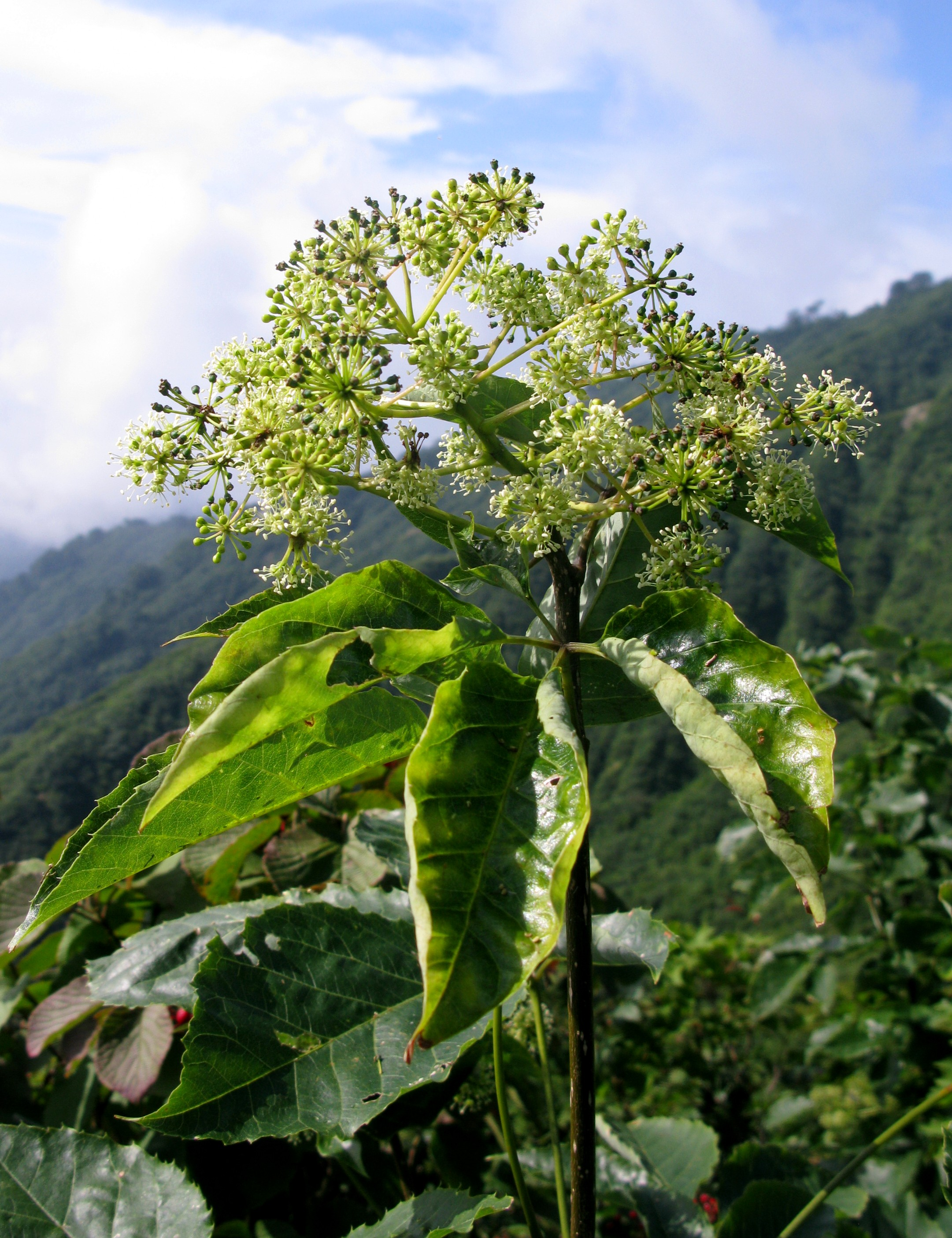
Blütenstand

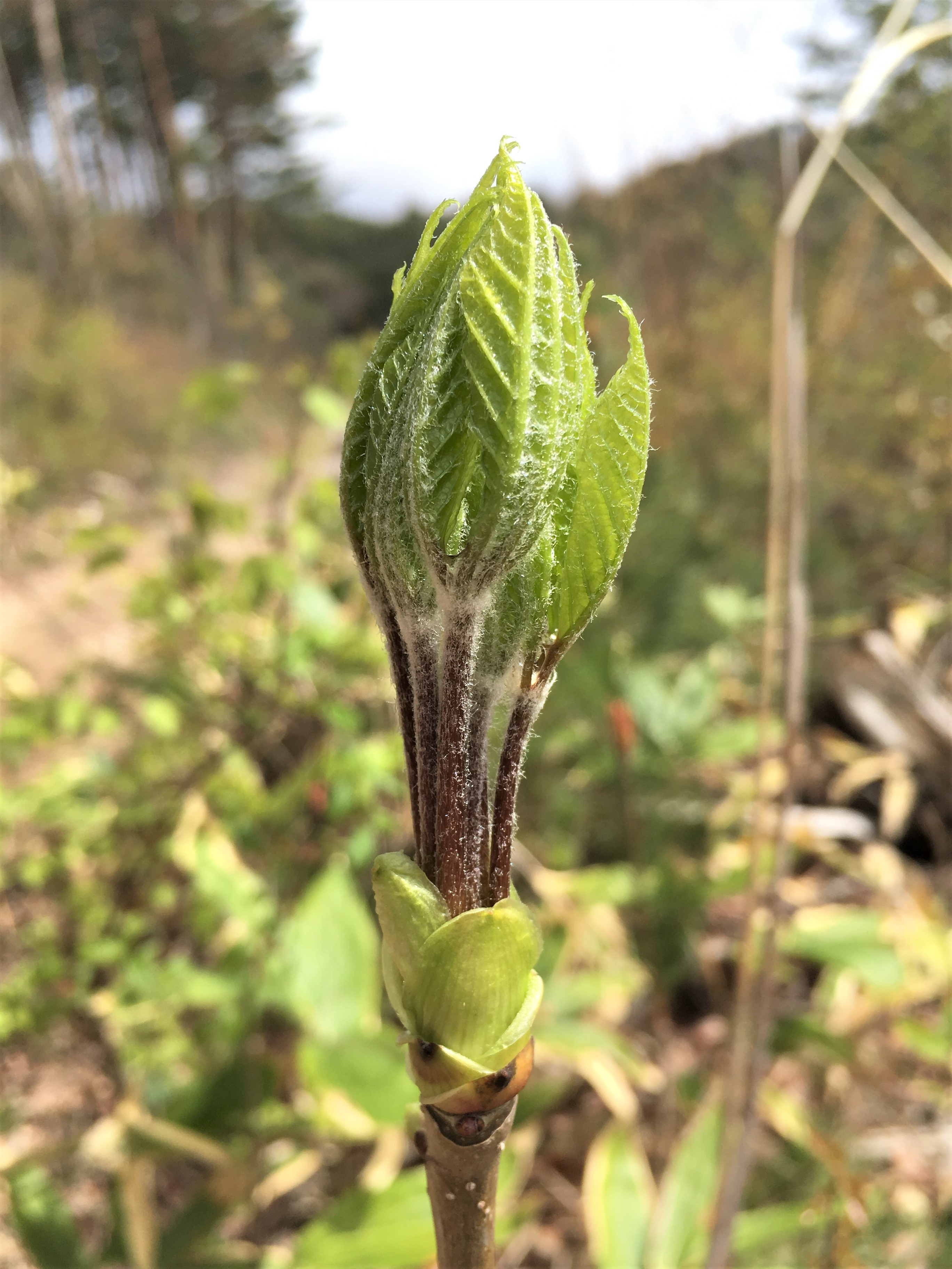
Essbare Blattsprosse

Chengiopanax sciadophylloides ist ein Baum in der Familie der Araliengewächse aus Japan.

## Beschreibung
Chengiopanax sciadophylloides wächst als laubabwerfender Baum bis etwa 20 Meter hoch. Die glatte Borke ist gräulich.
Die wechselständigen und langstieligen Laubblätter sind zusammengesetzt handförmig mit 3–7 Blättchen. Der Blattstiel ist bis zu 50 Zentimeter lang. Die fast kahlen, kurz gestielten, papierigen und spitzen bis meist zugespitzten, bis zu 13 Zentimeter langen Blättchen sind eiförmig bis meist verkehrt-eiförmig und teils spitzig gesägt. Die Blättchenstiele sind bis 1,5 Zentimeter lang. Es sind Nebenblätter vorhanden. Die Herbstfärbung ist gelb.
Chengiopanax sciadophylloides ist andromonözisch, es sind also zwittrige und männliche Blüten auf einem Exemplar. Es werden endständige, rispige und vielblütige Blütenstände mit doldigen Gruppen gebildet. Die kleinen, grünlich-weißen und gestielten Blüten sind fünfzählig mit doppelter Blütenhülle. Der Kelch ist nur minimal in einem gezähnten Ring ausgebildet. Die klappigen Kronblätter sind zurückgelegt. Es sind 5 vorstehende Staubblätter vorhanden. Der zweikammerige Fruchtknoten ist unterständig mit sehr kurzem Griffel. Es ist ein Diskus vorhanden.
Es werden kleine, rundliche, seitlich etwas zusammengedrückte und zweisamige, kahle, schwarz-purpurne Steinfrüchte mit beständigem Griffel gebildet.

## Verwendung
Die jungen Blattsprossen werden als Gemüse verwendet.